# Högersdorf
Högersdorf ist eine Gemeinde im Kreis Segeberg in Schleswig-Holstein. Der Ortsteil Rotenhahn liegt im Gemeindegebiet.

## Geografie und Verkehr
Högersdorf liegt direkt südlich von Bad Segeberg an der Bundesautobahn 21 nach Bad Oldesloe und der Bundesstraße 432 nach Norderstedt.

## Geschichte
Die Gegend um Högersdorf ist bereits seit langem besiedelt, wovon u. a. der Grabhügel bei Högersdorf-Rotenhahn zeugt.
Der Ort, der wendisch auch als Cuzalin bekannt war, gehörte zum Segeberger Kloster. Der Ortsname Högersdorf weist vermutlich auf eine waldreiche Umgebung hin.

## Politik

### Gemeindevertretung
Bei der Kommunalwahl am 14. Mai 2023 wurden insgesamt neun Sitze vergeben. Von diesen erhielt der Kommunale Wählerverband Högersdorf-Rotenhahn fünf Sitze und die CDU vier Sitze.

### Wappen
Blasonierung: „In Blau ein silberner mit einem Balken-Firstkreuz bestecker Sparren, rechts und links je eine goldene Biene.“

## Sehenswürdigkeiten
In der Liste der Kulturdenkmale in Högersdorf stehen die in der Denkmalliste des Landes Schleswig-Holstein eingetragenen Kulturdenkmale.

## Persönlichkeiten
- Arnold Wilken (1938–2024), SPD-Politiker